# Pilanesberg International Airport

i7
i11
i13
Der Pilanesberg International Airport (IATA-Code: NTY, ICAO-Code: FAPN) ist ein Flughafen in der südafrikanischen Provinz Nordwest. Der Flughafen liegt in der Gemeinde Moses Kotane am Südostrand des Pilanesberg-Nationalparks.

## Geschichte
Der Flughafen wurde 1981 von der Regierung Bophuthatswanas erbaut, um der steigenden Touristenzahl des Pilanesberg-Nationalparks und von Sun City gerecht zu werden.

## Fluggesellschaften und Ziele
South African Express Airways bietet Flüge von und nach  Johannesburg-O. R. Tambo und Kapstadt.

## Zwischenfälle
- Am 16. April 2002 entwickelte sich in einer Hawker Siddeley HS 748-400 2B der  südafrikanischen Airquarius Aviation (Luftfahrzeugkennzeichen ZS-OLE) ein Problem mit der Hydraulik, ausgelöst durch eine Leckage an der linken Hydraulik-Triebwerkspumpe. Durch eine lückenhafte Notfall-Checkliste und nicht sachgemäße Handhabung kam es zum Gesamtausfall des Hydrauliksystems. Nach dem Aufsetzen auf der Landebahn des planmäßigen Zielflughafens Pilanesberg stellte der Kapitän beide Triebwerke ab. Die Maschine rollte noch rund 2000 Meter auf der Landebahn, drehte dann jedoch nach links und kam 75 Meter von der Bahn entfernt in einem Graben zum Stillstand. Alle 47 Insassen, fünf Besatzungsmitglieder und 42 Passagiere, überlebten den Unfall. Das Flugzeug wurde irreparabel beschädigt.[3]